# Área metropolitana de Mérida (Venezuela)
El Área metropolitana de Mérida o Gran Mérida es la conurbación de Mérida, la cual tiene como cabecera el municipio Libertador y los municipios Campo Elías, Santos Marquina y Sucre del estado Mérida en Venezuela, sin embargo desde la década del 2000 su crecimiento ha sido muy acelerado hasta el punto de considerarse la inclusión de 2 Municipios más a esta conglomeración urbana: el Municipio Alberto Adriani al suroeste y el Municipio Rangel al noreste, ambas a menos de una hora de la ciudad de Mérida.
En la actualidad tan solo los Municipios Campo Elías y Santos Marquina mantienen una estrecha relación territorial con el Municipio Libertador, en dos ejes principales: el corredor urbano de la ciudad de Mérida conformado por el casco urbano de la ciudad, la antigua población de La Parroquia (Santiago de La Punta) y Ejido hacia el sur, mientras que por el extremo norte existe un desarrollo suburbano conformado por el corredor del Valle del Chama conformado por las localidades de Chamita, El Chama, San Jacinto, La Pueblita, Los Periodistas, El Arenal, La Joya, Los Llanitos de Tabay y la población de Tabay.
Desde el año 2008 los diversos gobiernos regionales y locales han estudiado la posibilidad de una reorganización de estos Municipios para la creación del Municipio Jacinto Plaza: conformado por las actuales parroquias Jacinto Plaza, Los Nevados, El Morro y lo que se conoce como Arias bajo debido a sus características poblacionales y territoriales, así como la factibilidad de crear el Distrito Metropolitano de Mérida.
Así mismo desde 2012 los gobiernos locales han propuesto la división del Municipio Sucre en dos entidades, una estructurada por las Parroquias Lagunillas, La Trampa, San Juan y Pueblo Nuevo del sur heredando las competencia legales del actual municipio Sucre, mientras que las Parroquias Chiguará y Estanques conformarían otra nueva jurisdicción local.
Mérida es el mayor centro estudiantil y turístico del occidente venezolano, siendo el asentamiento de importantes Universidades en las 4 entidades locales, así como el territorio con mayor plazas camas, restaurantes, parques ecológicos, parques temáticos y paradas turísticas del estado Mérida.
El área se asienta enclavada en el valle del río Chama, que la recorre de extremo a extremo, siendo su corazón la ciudad de Mérida, la cual se conecta con las demás localidades de la siguiente manera:
- Por el Norte: con los Llanitos de Tabay y la población de Tabay en el Municipio Santos Marquina a través de la Av. Universidad y la carretera Trasandina.

- Por el noroeste: con las poblaciones de El Valle, El Vallecito, La Culata y el Parque nacional Sierra de La Culata por la Av. Universidad y la carretera del valle-culata.

- Por el sureste: con los suburbios del municipio Libertador la llamada Cuenca del Chama: Urb. Carabobo, Chama, Chamita, Conscripto, Santa Catalina, El Cambur, La Fría, San Jacinto, El Arenal y Don Perucho a través de la carretera entre la Urb. Santa Juana y El Chama, permitiendo a su vez la conexión con los Llanitos de Tabay y la población de Tabay en el Municipio Santos Marquina y con las poblaciones de El Morro, Los Nevados del municipio Libertador, así como el Municipio Aricagua.

- Por el suroeste: con Los Curos altos, medios y bajos, todos suburbios del municipio Libertador, de igual manera con las poblaciones de El Salado y Jají así como la propia ciudad de Ejido todas en el Municipio Campo Elías y posterior con la población de La Azulita en el Municipio Andrés Bello y los pueblos del norte del estado Mérida a través de la Av. Los Próceres y el Corredor Turístico Jají-La Carbonera-La Azulita

- Por el Sur: con la ciudad de Ejido capital del municipio Campo Elías, así como las poblaciones de La Mesa de Los Indios, Las Gonzales y la Urb. Villa Libertad, estas 3 últimas suburbios del mencionado municipio, así como las poblaciones de San Juan, Lagunillas, La Trampa, El Anís y Chiguará del Municipio Sucre. Toda esta conexión se da a través de las Avenidas Andrés Bello y Alfredo Briceño en la ciudad de Mérida, estas se conectan con el Distribuidor 5 Águilas Blancas el cual se enlaza con el principal corredor vial de la ciudad de Ejido formado por las Avenidas Monseñor Chacón y Centenario, que posterior se conectan con la Carretera Rafael Caldera la cual atraviesa los Municipios Campo Elías y Sucre, así mismo al Distribuidor de Estanques y el Sistema de Túneles Mérida-El Vigía hasta finalizar en la ciudad de El Vigía.

## Localidades del área metropolitana

### Ciudad de Mérida
La ciudad se ubica en la parte central de la cordillera andina venezolana, en una amplia terraza del valle medio del Río Chama, en la meseta de origen aluvial llamada Tatuy, entre la Sierra Nevada de Mérida por el sureste y la Sierra La Culata por el norte-oeste. Cuenta con una población cercana a 257,830 hab, a una altura cerca a los 1.640msnm. Es sede de la Universidad de Los Andes, de la arquidiócesis de Mérida, de la Alcaldía del municipio Libertador, el Terminal Terrestre "José Antonio Paredes", del Aeropuerto Nacional "Alberto Carnevalli" y el Teleférico de Mérida el más alto y segundo más largo del mundo.

### Ciudad de Ejido
La ciudad se ubica entre 1.200 y 1.500 m s. n. m., cuenta con una población cercana a 118,130, a un desnivel de Mérida de unos 300m, es la principal entrada sur a la ciudad de Mérida y actualmente es la jusridicción más pegada a esta, forma casi una única ciudad. Es sede de la Alcaldía de Campo Elías, de la Universidad Politécnica Territorial de Mérida, del Terminal del Sistema de Transporte Masivo Sistema de Transporte Masivo Trolebús de Mérida y de múltiples centros comerciales.

### Ciudad de Lagunillas
Situada a 1070 m de altitud, con 68 380 habitantes. Posee una temperatura media de 22.5 °C. El clima seco y cálido, con una precipitación media anual de 586 mm, nos envuelve amigablemente en su seno, durante las tardes apacibles de los meses de julio y agosto. Un clima saludable que reconforta el espíritu y apacigua los nervios. En sus inmediaciones encontramos El monumento natural "Laguna de Urao" siendo esta la única laguna salada de Venezuela. Lagunillas es considerada como una tierra sagrada llena de gratos recuerdos de los aborígenes Venezolanos.

### Población de Tabay
Para llegar a Tabay se puede llegar por la vía de Barinas o Valera hacia Mérida, está ubicada a 15 minutos de la ciudad y se hace vía terrestre por la carretera Trasandina, con 21,368 habitantes Además es una zona de mucha afluencia turística preferida por los excursionistas de montaña, dado que en una zona de este municipio llamada Mucunutan existe una trocha que llega hasta el pueblito de los venados vía el pico Bolívar, son espectaculares sus paisajes, por otro lado, se caracteriza por siembras localizadas de árboles de manzanas y la práctica de la Truchicultura.

### Población de El Valle del Chama
Esta población perteneciente al municipio libertador se ubica al margen del Río Chama en un valle formado entre la meseta del Tatuy y la Sierra Nevada, a unos 10 minutos de la ciudad de Mérida, comprende una población de 170.675 hab. Comprende un conjunto de pueblos, urbanizaciones, aldeas y villas que comprenden las parroquias Jacinto Plaza y Arias del Municipio Libertador, entre las que destacan: Urb. Carabobo, Urb. Los Periodistas, Urb. Don Perucho, San Jacinto, Santa Catalina, El Arenal, Chama, Chamita, El Cambur, La Fría, entre otros. En la actualidad se estudia la construcción de una gran avenida tipo autopista que conectara Ejido y Tabay atravesando toda esta zona del chama-el arenal, disminuyendo un poco el tráfico de la ciudad.

### Población de San Juan
Es un poblado ubicado al noroeste de la capital del Municipio Sucre, cuenta con una población de 9.707 habitantes, según censo 2.001, representa un punto histórico importante para dicha área metropolitana ya que fue allí en donde Juan Rodríguez Suárez fundó la Ciudad de Santiago de Los Caballeros de Mérida el 9 de octubre de 1558.

### Población de Chiguará
Este pueblo fue fundado el 13 de junio de 1657 por el Capitán Francisco Fernández de Rojas; se encuentra ubicado a 25 minutos de la ciudad de Mérida y a 900 m s. n. m., se localiza al margen izquierdo del Río Chama y posee una población de 7.824 habitantes.

### Población de Jají
Es un pueblo andino de paisajes sublimes, de importancia turística ubicado en la parroquia Jají del Municipio Campo Elías del estado Mérida en Venezuela y cuenta con una población de 1558 habitantes. Está ubicado en una estribación de la Sierra La Culata a 34 kilómetros de la ciudad de Mérida y 1.781 metros de altitud, fue fundado en 1586, y reinaugurado en 1971 luego de que se iniciara su reconstrucción en 1968 logrando rescatar las fachadas, conservando las puertas, ventanas y rejas originales que datan de más de 400 años.

### Otras localidades
- Población de El Valle.
- Población de Villa Libertad-Las Gonzales.
- Población de La Mesa de Los Indios.
- Población de La Culata.
- Población de La Trampa.

## Demografía
El Área metropolitana de Mérida está conformada por 4 Municipios del Estado Mérida
| Libertador      | 213.239 | 218.748 | 257.830 | 278.179 | 907  | Antonio Spinetti Dini, Arias, Caracciolo Parra Pérez, Domingo Peña, El Llano, Gonzalo Picón Febres, Jacinto Plaza, Juan Rodríguez Suárez, Lasso de la Vega, Mariano Picón Salas, Milla, Osuna Rodríguez, Sagrario, El Morro, Los Nevados (las 2 últimas corresponden a Los Pueblos del Sur) |
| Campo Elías     | 86.475  | 100.259 | 118.130 | 126.445 | 557  | Fernández Peña, Matriz, Montalbán, Jají, La Mesa, Acequias, San José del Sur (las 2 últimas corresponden a Los Pueblos del Sur) |
| Sucre           | 46.704  | 55.515  | 68.380  | 70.809  | 980  | Lagunillas, San Juan , Chiguará, Estánques, La Trampa y Pueblo Nuevo (la última corresponden a Los Pueblos del Sur) |
| Santos Marquina | 14.508  | 18.229  | 21,368  | 30.347  | 192  | Tabay |
| Total           | 360.926 | 392.751 | 465.708 | 505,780 | 2636 | - |

## Turismo y Recreación

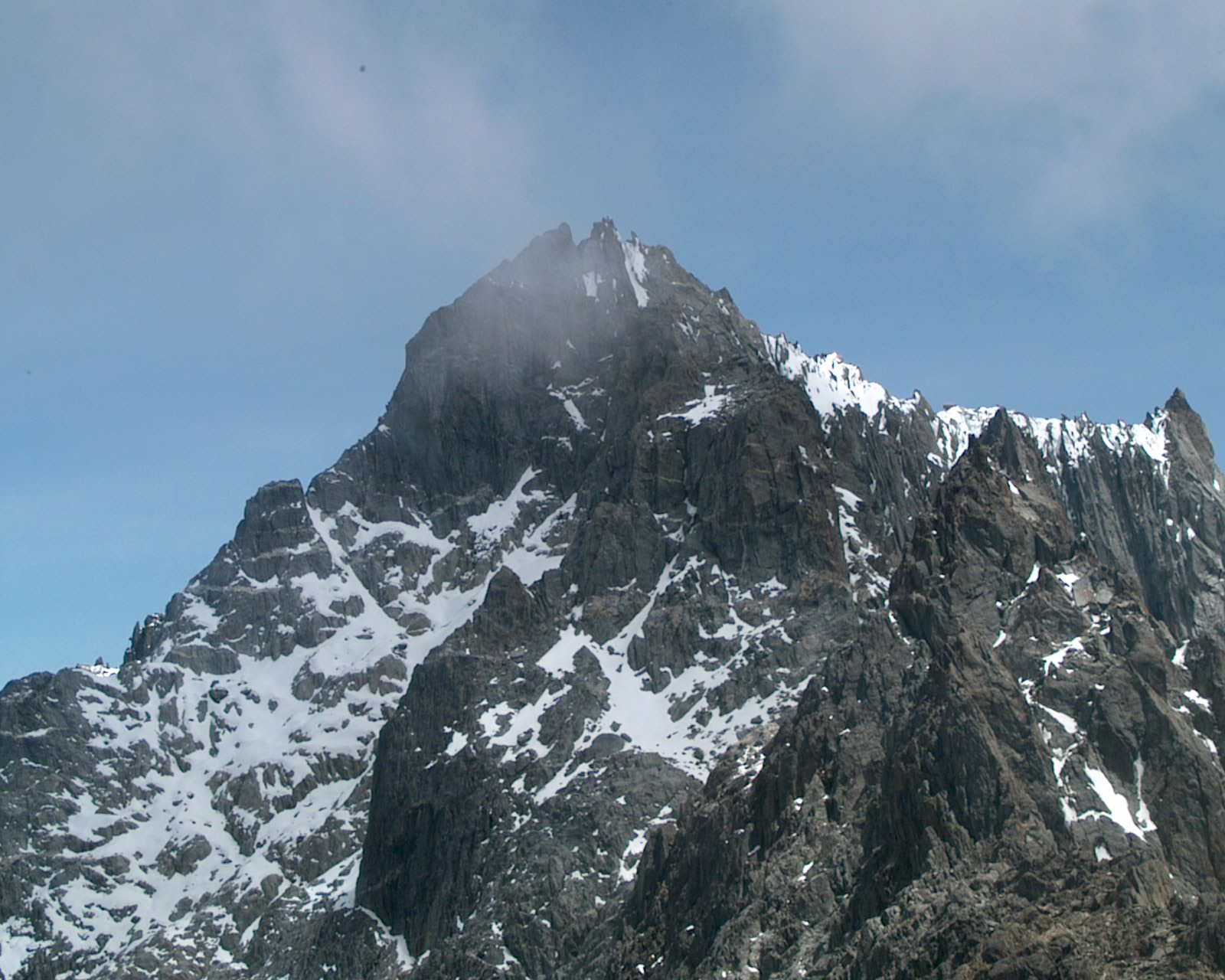
El Pico Bolívar visto desde la estación del Pico Espejo del Teleférico de Mérida.

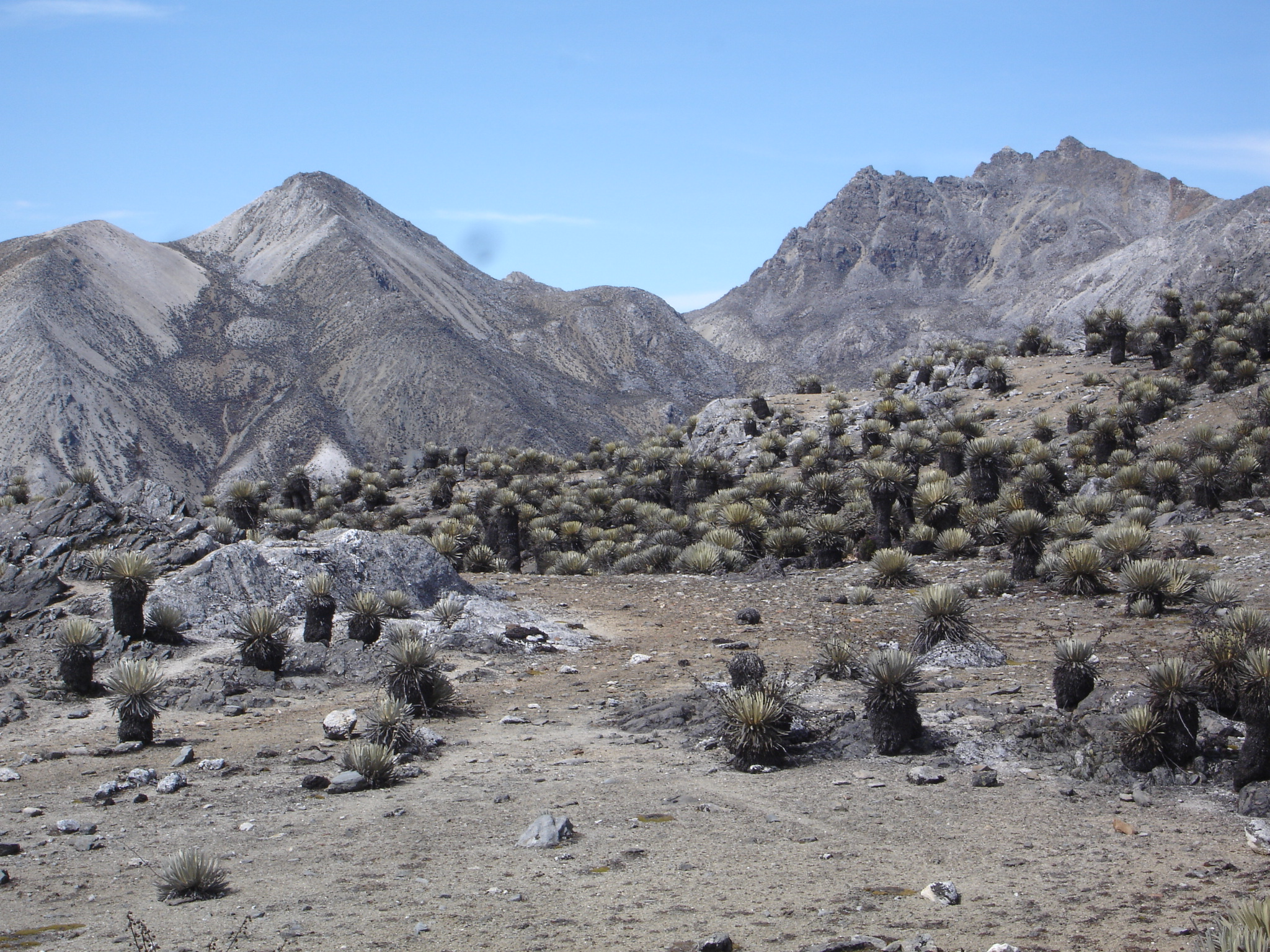
Páramo de Piedras Blancas en la Culata.

### Parques nacionales
- Parque nacional Sierra Nevada: comprendido por los Municipios Campo Elías, Libertador y Santos Marquina, cuenta con parajes importantes como el Parque La Mucuy, los pueblos del Mucubache, Acequias, El Morro y Los Nevados, las estaciones La Montaña, Loma Redonda, La Aguada y Pico Espejo del Sistema Teleférico de Mérida, las Lagunas de Santo Cristo y Los Anteojos, entre otros destinos.

- Parque nacional Sierra de La Culata: comprendido por los 4 municipios con destinos turísticos como el Páramo de Los Conejos, el Páramo de Piedras Blancas, el Páramo de La Culta, así como las localidades de Jají, Valle Grande, San Javier del Valle entre otras.

### Monumentos Naturales
- Monumento natural Chorrera de las González en el municipio Campo Elías.
- Monumento natural Laguna de Urao en el municipio Sucre.

### Parques naturales, Museos y Parques Temáticos

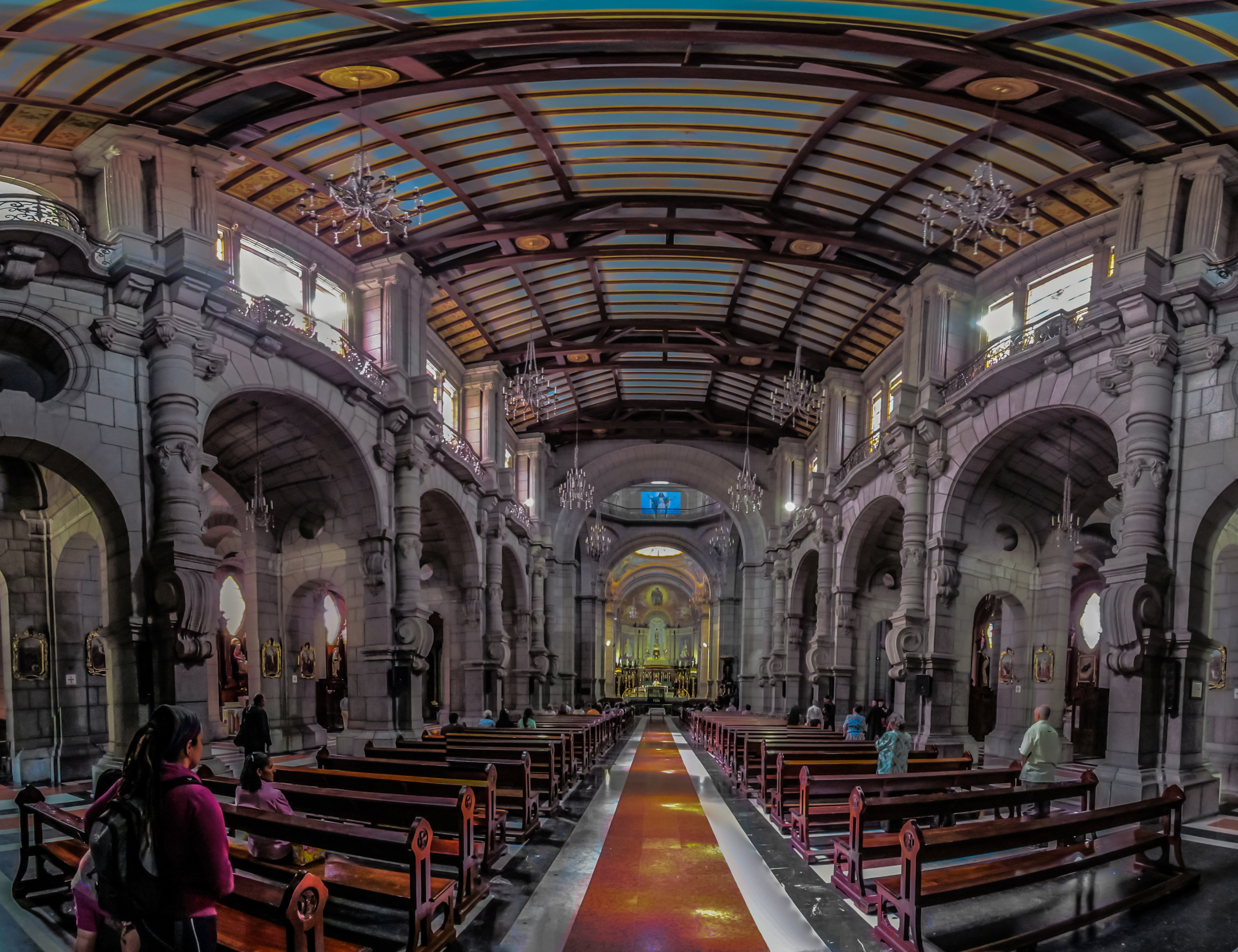
Interior de la Catedral de Mérida

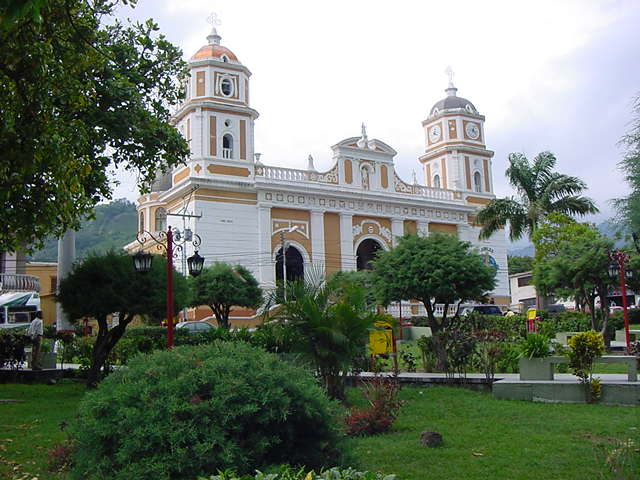
Vista de la Iglesia Matriz de Ejido

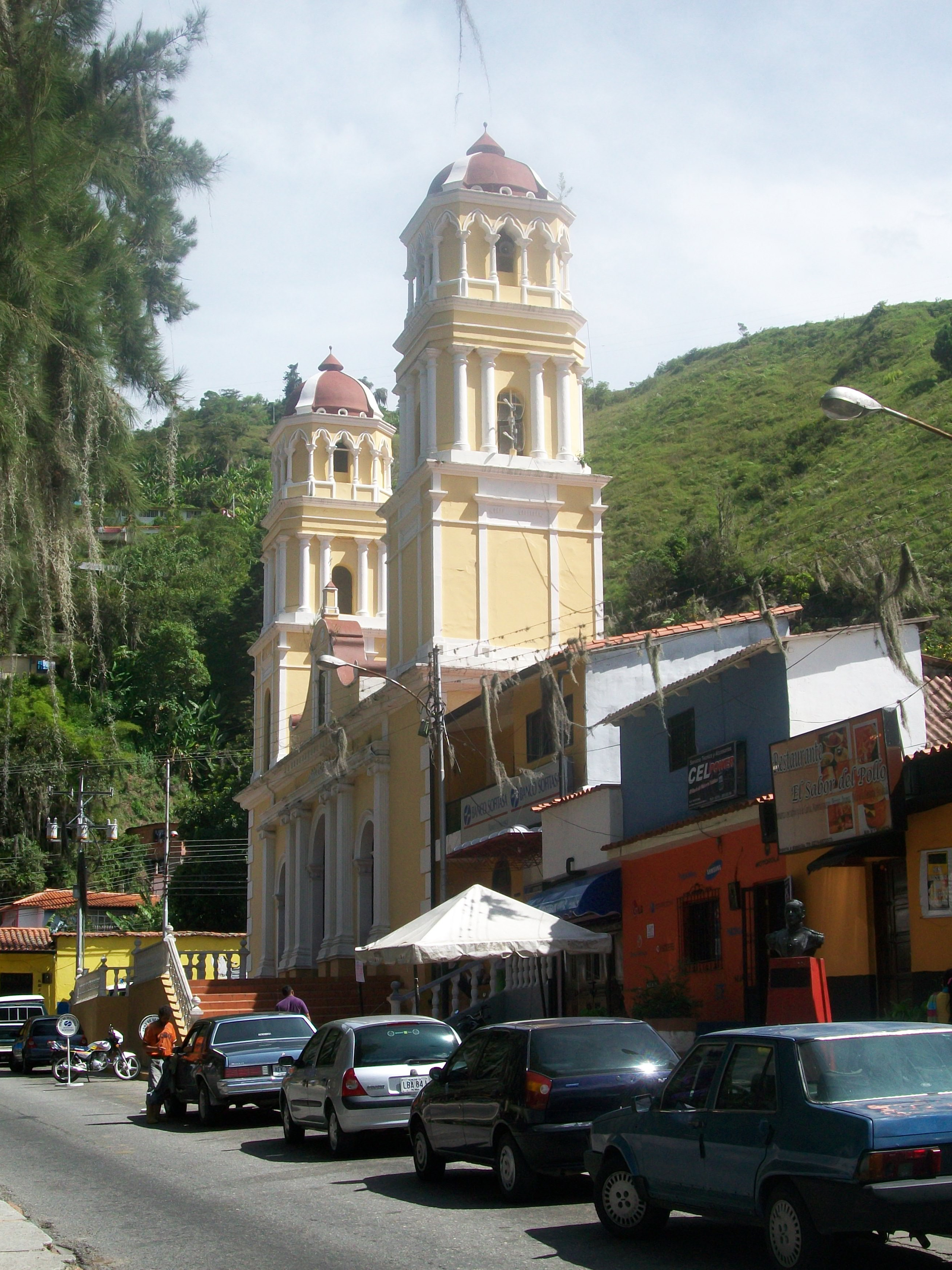
Vista de la Iglesia de Tabay

| - Parque Metropolitano Albarregas. - Parque Temático "La Venezuela de Antier" (vía a Jají). - Parque Temático "La Montaña de los Sueños" (vía a Chiguara). - Parque Temático "Los Aleros" (vía a Mucurubá). - Parque Temático "Lusitanos" (Ejido). - Aguas termales de Chiguara. - Aguas termales de Jají. - Aguas termales de Tabay. - Parque Zoológico "Chorros de Milla". - Parque Ciudad de los Niños. - Parque Turístico La Isla. | - Jardín Acuario de Mérida. - Jardín Botánico de Mérida. - Museo de Ciencia y Tecnología de Mérida. - Museo Arqueológico de Mérida. - Museo Arquidiocesano de Mérida. - Museo de Arte Colonial de Mérida. - Museo de Arte Comtemporaneo de Mérida. - Museo Paleontológico del Llano El Anís. - Museo Taurino de Mérida. |

### Casas y Centros Culturales
- Centro Internacional de Convenciones "Mucumbarila".
- Centro Cultural "Tulio Fébres Cordero", Mérida.
- Centro Cultural "Carlos Fébres", Mérida.
- Hacienda El Pilar, Ejido.
- Teatro "César Rengifo", Mérida.
- Escuela de Artes Escénicas de la Universidad de Los Andes: Sala de Teatro "Manuel Cabrujas".
- Facultad de Artes de la Universidad de Los Andes.
- Escuela de Música de la Universidad de Los Andes: Galería de Arte La Otra Banda.
- Casa Bosset.
- Casa de la Cultura Juan Félix Sánchez.
- Casa de los Antiguos Gobernadores.
- Biblioteca Bolivariana de Mérida.

### Arquitectura
- Rectorado de la Universidad de Los Andes.
- Palacio Arzobispal de Mérida.
- Seminario de San Buenaventura de Santiago de los Caballeros de Mérida.
- Palacio de Gobierno de Mérida.
- Consejo Legislativo del estado.
- Casa de Gobierno de Campo Elías.

### Plazas y Parques
- Plaza Bolívar de Mérida: conocida como la Plaza Mayor de Mérida, se encuentra en el centro de la ciudad, rodeada de las sedes gubernamentales de la localidad como el Palacio de Gobierno Regional, el Palacio Arzobispal, el Rectorado de la Universidad de Los Andes y las sedes del Concejo Legislativo Regional y del Concejo Municipal de Libertador.

- Plaza Bolívar de Ejido: conocida también como plaza matriz, ubicada en el centro de Ejido.

- Plaza Bolívar de La Parroquia: es la segunda Plaza Bolívar de la ciudad, antigua plaza principal de la parroquia o la población de Santiago de la Punta.

- Plaza Bolívar de Tabay: característica por sus árboles típicos de los Andes venezolanos.

- Plaza Bolívar de Lagunillas: esta singular plaza se diferencia de las demás por la presencia de plantas xerófilas.

- Plaza Belén: Pequeña plaza, situada en el interior del casco central, que da nombre al sector homónimo. Su trazado, al igual que el de la mayoría de las otras plazas aquí reseñadas, responde al estilo colonial español prototípico.

- Plaza de Milla: Recientemente renovada, esta plaza dedicada al héroe de la independencia Antonio José de Sucre se encuentra frente a la Iglesia de Milla en el sureste del Casco Central, cerca también del Cuartel del Ejército Rivas Dávila. Esta plaza es muy frecuentada por merideños y turistas debido al alto número de posadas, tiendas, y restaurantes típicos de la región que se encuentran en sus cercanías.

- Plaza el Espejo: En honor a la Virgen del Espejo. Allí fue su primera aparición y cada año los de aquella comunidad le dan prosecución y le rezan orando por su familia.

- Plaza El Llano: esta pequeña plaza se encuentra en el centro de la ciudad entre las avenidas 3 Independencia y 2 Lora, al frente de la Iglesia El Llano, fue construida en honor al héroe de la Independencia de Venezuela, Coronel Antonio Rangel, sin embargo comúnmente se conoce por el nombre de Plaza El Llano.

- Plaza Montalban: ubicada en la parroquia montalban de Ejido.

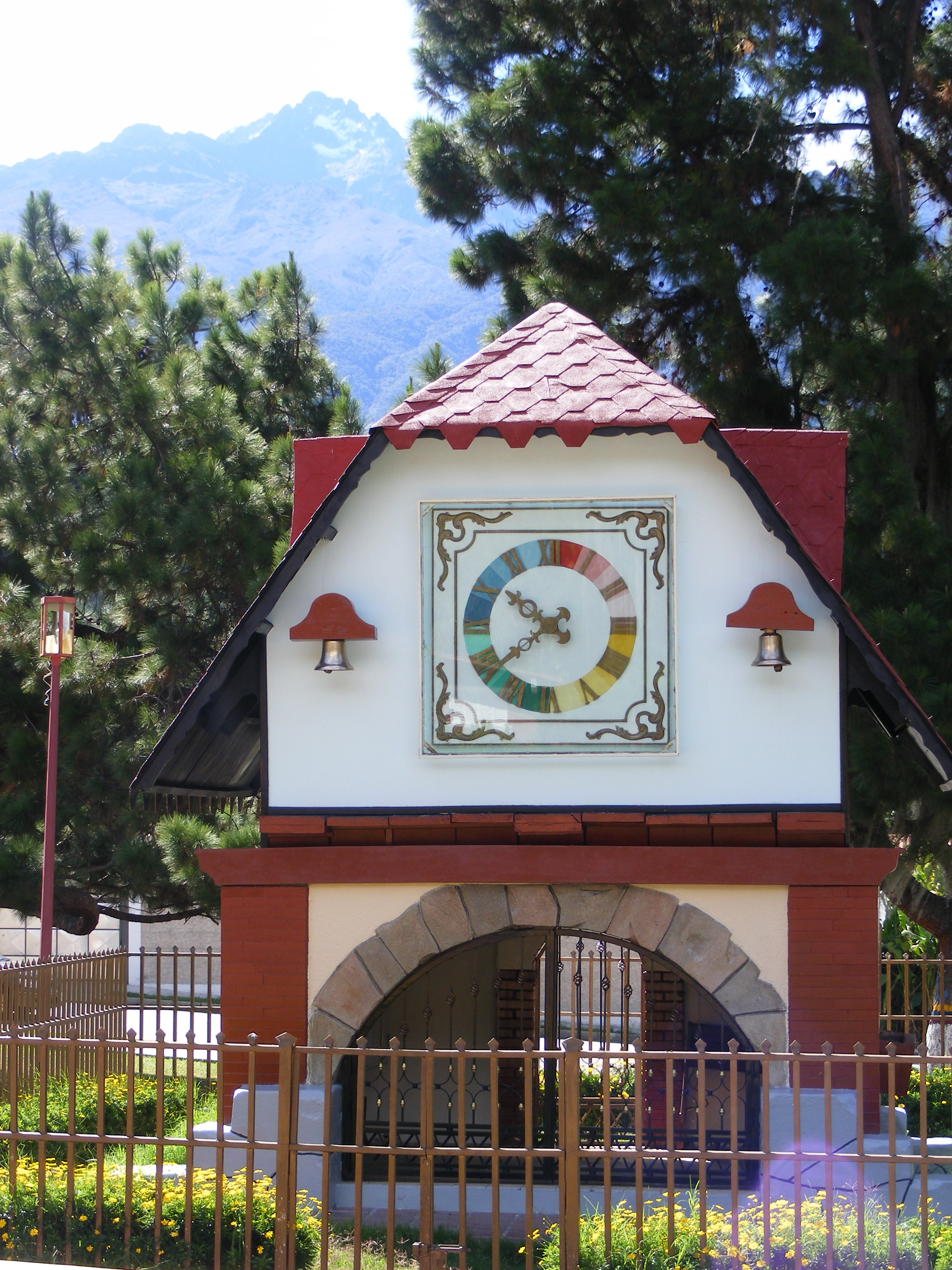
Vista del reloj en el Parque Beethoven, ubicado en la urbanización Santa María, con el pico Bolívar de Fondo.

- Parque Glorias Patrias: Conjunto de dos plazas gemelas construidas en honor a los próceres de la independencia, Vicente Campo Elías y José Antonio Páez.

- Parque "Las tres Méridas": Pequeño parque en conmemoración a las 3 ciudades con el nombre de Mérida en el mundo. Se caracteriza por poseer elementos típicos de la arquitectura de cada ciudad.

- Parque Urdaneta: es un conjunto de plazas ubicadas al margen de la Avenida Urdaneta, entre ellas las Plazas de La Contraloría, Humberto Ruiz León, Mariano Picón, Caribay y Tibisay, esta última erigida en memoria de Tibisay, princesa de la tribu Mucujún, quien según la leyenda todavía lamenta la muerte de su amado Murachí, primer caudillo de la Sierra Nevada.

- Parque Las Heroínas de Mérida: es un espacio multipropósito ubicado en el centro de la ciudad al margen de la meseta del Tatuy, sirve como punto de partida al sistema Teleférico de Mérida; esta plaza fue construida para honrar a las 5 mujeres merideñas que lucharon por la independencia. En los alrededores de la misma se ubican diferentes mercados y comercios artesanales.

- Parque Beethoven: Localizado en frente del Museo de Arte Moderno en la urb. Santa María, este bonito parque tiene dos relojes: uno sobre grama donde las horas son indicadas por flores, y otro de carrillón con enanitos de madera que tocan melodías del famoso compositor alemán. Actualmente se encuentra en total abandono, y los relojes se encuentran completamente dañados y por tanto fuera de funcionamiento.

- Parque de las Cinco Repúblicas: parque que alberga al monumento La Columna de Bolívar, monumento dedicado a Simón Bolívar. Ésta fue la primera obra construida para honrar la memoria del libertador en el año 1842. Fue edificada por el entonces gobernador de la provincia, Gabriel Picón. Su origen tuvo lugar con motivo de la conmemoración del traslado de los restos de Simón Bolívar al Panteón Nacional en Caracas, luego de haber permanecido en la ciudad de Santa Marta, Colombia, desde su muerte en 1830. El monumento consiste en un pilar que en su punta sostiene el rostro de Bolívar en bronce.

- Parque Gian Domenico Puliti: este espacio recreativo es uno de los más jóvenes de la ciudad, fue construido a mediados de los años 2006-2008, en honor a uno de los luchadores culturales, políticos y deportivos de Mérida, como lo fue Dominico Puliti, oriundo de Tovar, sin embargo las malas políticas gubernamentales transformaron a este parque en sede de un sistema de plantas termoeléctricas.

### Templos religiosos
| Centro-Norte de Mérida - Iglesia de Jesús Maestro o Capilla Universitaria. - Iglesia de Nuestra Señora de la Milagrosa. - Iglesia de San José de la Sierra. - Iglesia San Juan Bautista de Milla. - Iglesia Nuestra Señora de Belén. - Iglesia de Nuestra Señora del Perpetuo Socorro o Iglesia La Tercera. - Basílica menor de Nuestra Señora de la Inmaculada o Catedral Metropolitana de Mérida. - Iglesia Nuestra Señora del Espejo. La Parroquia, Los Curos y Ejido - Iglesia del Inmaculado Corazón de María (Urb. Los Curos). - Iglesia Santiago Apóstol de La Punta (La Parroquia). - Iglesia Adventista de Mérida (La Parroquia). - Iglesia de Nuestra Señora del Carmén (Montalban). - Santuario de San Buenaventura o Iglesia Matriz. - Iglesia de San Miguel Febres Cordero (Urb. El Piñal). - Iglesia de Santiago Apóstol (La Mesa de Los Indios). - Iglesia del Espíritu Santo (Urb. La Vega). | Tabay, El Valle y El Chama - Iglesia de San Antonio de Padua (Tabay). - Iglesia de San Jacinto. - Iglesia de San Isidro Labrador (El Valle). - Iglesia de San Francisco de Asís (El Arenal). - Iglesia de Santa Catalina de Siena (Urb. Santa Catalina). - Iglesia de Nuestra Señora de Coromoto (Urb. Carabobo). Centro-Sur de Mérida - Iglesia San Miguel del Llano. - Iglesia de La Sagrada Familia (El Llanito). - Iglesia de Nuestra Señora del Rosario (La Otra Banda). - Iglesia de los Santos de los Últimos días de Mérida o Estaca de Mérida (Urb. La Pompeya). - Iglesia de Santa Bárbara (Urb. Santa Bárbara). - Iglesia de San José Obrero (Campo de Oro). - Iglesia San Juan Apóstol (Urb. Santa Juana). - Iglesia de Nuestra Señora de La Asunción (Urb. La Pedregosa). - Iglesia de San Rafael (La Pedregosa). |

 En cursiva los templos erigidos a religiones no católicas 

## Actividad económica
El Área Metropolitana de Mérida posee una alta actividad económica manufacturera, derivada del préstamo de bienes y servicios en las áreas de salud, alimentación, tecnología, educación, turismo, recreación, entretenimiento, servicios básicos e inclusive en materia industrial, esta última en baja proporción a comparación otras ciudades del país como Valencia, Maracay, Barquisimeto, Acarigua, Caracas, [[Barcelona (Venezuela)Maturín,|Barcelona]], Guacara, La Victoria, Caguas, entre otras.

### Actividad industrial
La zona metropolitana posee las más alta actividad industrial del estado Mérida, siendo los Municipios Libertador, Sucre y Campo Elías, 3 de los 10 municipios con mayor aporte en esta área en toda la entidad regional. La producción de manufacturas como zapatos, bolsos, carteras, billeteras, correas, entre otras prendas de vestir, así como materiales de construcción: bloques, machimbre, ladrillos, cemento, etc. El ensamblaje de autopartes, la venta de cerámica, granito, materiales de agricultura, productos farmacéuticos, de limpieza, de aseo personal, así como productos químicos agrícolas, sanitarios y de procesamientos en diversas áreas son parte de los bienes que se generan en la localidad. 
Principales Zonas Industriales:
- Zona Industrial "Los Próceres": Av. Los Próceres, sector La Otra Banda, Municipio Libertador.
- Zona Industrial "Los Curos": Av. Alfredo Briceño, sector Los Curos, Municipio Libertador.
- Zona Industrial "Pozo Hondo": Av. Centenario, sector Pozo Hondo, Municipio Campo Elías.
- Zona Industrial "La Variante": carretera local 003, sector La Variante, Municipio Sucre.
- Zona Industrial "El Anís": Carretera local 003, sector Llano El Anís, Municipio Sucre.
- Zona Industrial "Los Andes": Av. Los Próceres, sector La Pedregoza, Municipio Libertador.

### Actividad turística
La ciudad de Mérida y sus alrededores son considerados con el principal destino turístico del occidente del país, para lo cual posee una infraestructura hotelera compuesta por diversas clases de locales de hospedaje para todos los presupuestos, disponiendo en gran medida de numerosas posadas y apartamentos para turistas, con ofertas de servicios básicos. Al menos la mitad de los hoteles del estado Mérida (unos 70 locales, y unas 63 posadas) se localizan en la ciudad, representando el 35% del total estadal. En conjunto, totalizan 2.650 camas, es decir, el 58% del total de camas disponibles en la entidad.
La Metrópolis Andina cuenta con una gran cantidad de atractivos turísticos naturales, arquitectónicos, tecnológicos, religiosos, paisajísticos, comerciales y temáticos.

### Actividad comercial

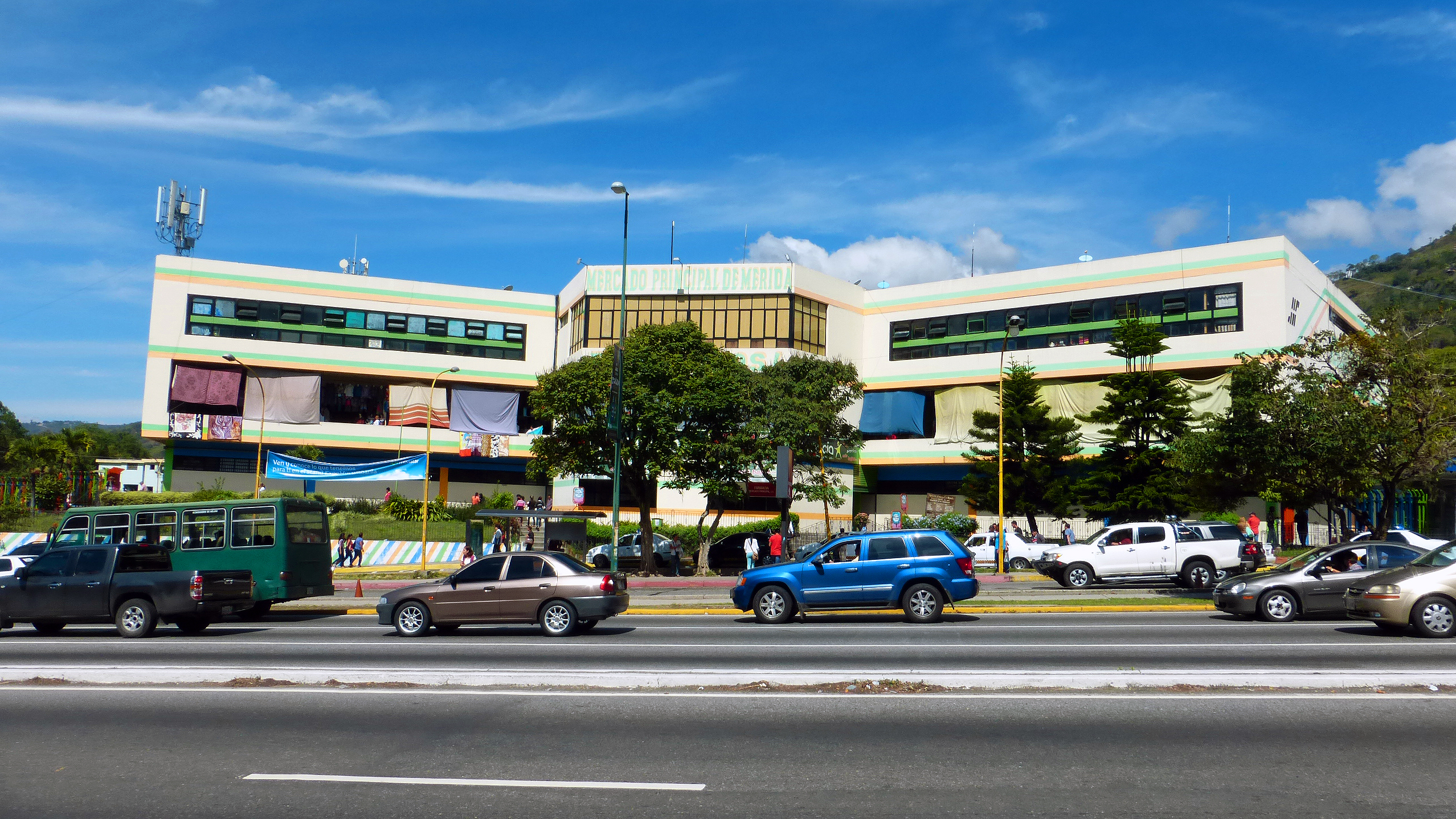
Mercado Principal de Mérida.

Siendo uno de los principales sectores económicos de Mérida, el sector comercial de la ciudad se distribuye mayormente dentro del casco central, donde pueden adquirirse una gran variedad de productos. Sin embargo, centros de servicios, por fuera de esa zona, ofrecen también todo tipo de mercancías. Algunos centros de comercio notables de la ciudad por los productos que ofrecen son el Mercado Principal de Mérida y la Heladería Coromoto. El Mercado Principal se caracteriza por su oferta de artesanías, gastronomía, y distintas mercancías típicas de la región. Por su parte, la Heladería Coromoto es otro de los comercios afamados de la ciudad por la singularidad de ser el comercio del ramo que ofrece mayor variedad de sabores en sus helados a escala mundial, con más de 800 opciones.
- Mercado Principal de Mérida: Av. Las Américas, esquina con Viaducto Miranda, sector los Sausales.
- Heladería Coromoto: Av. 3 Independencia, esquina de la Calle 29, sector el Llano.
- Mercado Periférico de Mérida: Av. Gonzalo Picón, esquina de la calle 41, sector Glorias Patrias.
- Mercado Murachí: Av. Las Américas, sector El Rodeo.
- Mercado Artesanal de Mérida: Calle 24, esquina del Parque Las Heroínas.

#### Vida nocturna
En su carácter de ciudad estudiantil y turística, la ciudad de Mérida goza de una amplia red de locales nocturnos para el entretenimiento del público con diversos gustos, compuesto principalmente de discotecas y bares. También existen diversos cafés, restaurantes y cines. Además, diversos eventos culturales y de entretenimiento son celebrados en la misma constantemente, entre los que destacan conciertos sinfónicos de la Orquesta Sinfónica de Mérida y de bandas locales de rock u otros estilos musicales.

## Instalaciones deportivas y de actividad física
El área metropolitana es la subregión con mayor actividad física y deportiva del estado Mérida, ha sido sede de diferentes clubes y franquicias deportivas, que representan localidades, casas comerciales, entidades públicas, instituciones educativas, municipios e inclusive el estado en diversas competiciones; el territorio merideño ha sido escenario de diversas prácticas deportivas como el ajedrez, fútbol, béisbol, ciclismo, natación, basketbol, voleibol, senderismo, atletismo, alpinismo, parapente, tenis, pelota vazca, judo, tae-kwon-do, karate, esgrima, tenis de mesa, gimnasia, fútbol sala, voleibol playa, softbol, entre otras disciplinas.
A lo largo de toda la región existen una diversidad de escenarios deportivos de alta competencia y de deporte callejero lo cual caracteriza a Mérida como una entidad deportiva importante en el país, hecho que ha sido consolidado por los diferentes entes deportivos nacionales e internacionales cuando han puesto fe en sus localidades para ser sede de diferentes torneos como:
- Copa América Venezuela 2007
- Campeonato Sudamericano Sub-20 de 1977
- Copa Libertadores de América
- XXI Juegos Centroamericanos y del Caribe
- XVI Juegos Nacionales "Andes 2005"
- IV Juvines ULA 85
- VII Juvines ULA 94
- XIV Juvines ULA 2007

La Zona Metropolitana posee importantes instalaciones polideportivas y olímpicas:

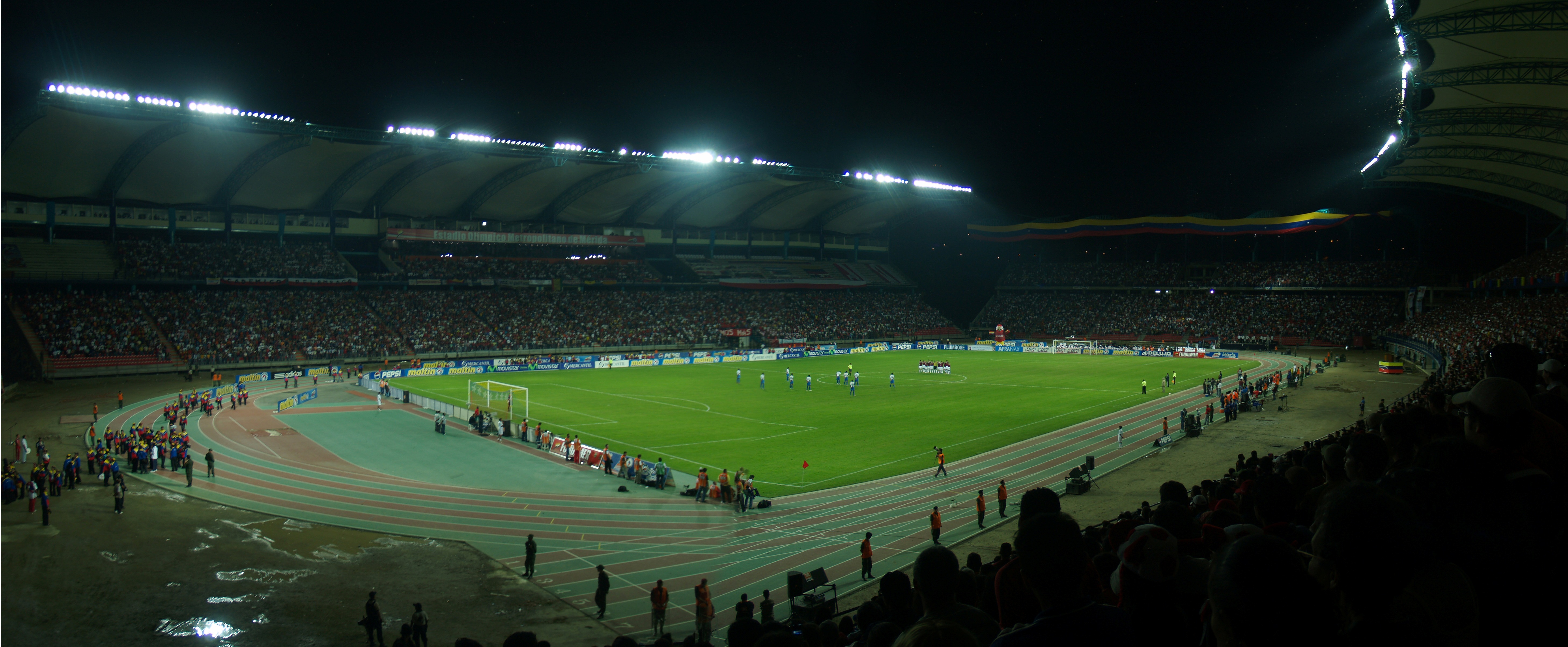
Estadio Metropolitano de Mérida.

- El Complejo Olímpico Metropolitano "5 Águilas Blancas" de la Ciudad de Mérida, en el cual se encuentran el Estadio Olímpico Metropolitano de Mérida de capacidad para 42.200 personas, la Manga de Coleo “Álvaro Parra Davila”, una piscina olímpica, un complejo de canchas de tenis, y diversos gimnasios especializados para la práctica de Judo, Gimnasia, Kárate, Esgrima y Tenis de Mesa.

- El Complejo Polideportivo Los Andes de la Ciudad de Mérida, conformado por el Gimnasio 9 de octubre, el Gimnasio de Fuerza, el Gimnasio de Tae-kwon-do, el Estadio Municipal de Baseball "Libertador" y el Estadio Olímpico Guillermo Soto Rosa.

- El Complejo Polideportivo "Campo de Oro" de la Universidad de Los Andes, ubicado en la Ciudad de Mérida, cuenta con una piscina olímpica, un estadio de Softbol, dos estadios de béisbol menor, un engramado para la práctica de fútbol y rugby, un campo abierto para el entrenamiento de fútbol y rugby y un complejo de canchas de arena.

- El Complejo Polideportivo "Italo D' Filipees" de la Ciudad de Ejido, conformado por una piscina corta y un complejo de canchas múltiples.

- El Complejo Polideportivo "Las Américas" ubicado en la Av. Las Américas de la ciudad de Mérida, cuenta con campos de fútbol y béisbol, así como un gimnasio de artes marciales y canchas de usos múltiples.

- El Estadio de Softbol de Tabay.

- Complejo deportivo de APULA: ubicado en la localidad de Lagunillas.

- Complejo de Piscina de la Don Luis en Ejido.

## Vialidad y transporte
El área metropolitana de Mérida se conecta con el resto del estado a través de 4 carreteras regionales:
- Mérida - Ejido - El Vigía.
- Mérida - Tabay - Apartaderos.
- Mérida - Jají - La Azulita.
- Mérida - El Morro - Aricagua.

Dentro del área metropolitana existen diferentes corredores viales, siendo los más importantes:
- Av. Centenario - Av. Monseñor Chacón - Av. Andrés Bello.
- Av. Los Próceres.
- Av. Las Américas - Av. Alberto Carnevalli.
- Av. Urdaneta - Av. 2 Lora (descenso)/Av. 3 Independencia (ascenso).
- Av. Don Tulio Febres Cordero - Av. 16 de Septiembre.
- Av. Universidad - Av. 1 Juan Rodríguez Suárez (descenso)/Av. 2 Obispo Ramos de Lora (ascenso).
- Carretera San Jacinto-El Chama.

### Transporte aéreo
- Aeropuerto Nacional Alberto Carnevalli (IATA: MRD, ICAO: SVMD) es un aeropuerto de carácter nacional enclavado en el área central de la misma, a una altitud promedio de 1600 m s. n. m., en la actualidad presta servicios comerciales a través de la aerolínea nacional Conviasa la cual cuenta con 4 conexiones semanales con el Aeropuerto Internacional Simón Bolívar en Maiquetía, esto tras su reapertura el 1 de agosto del 2013, luego de 5 años de desuso.

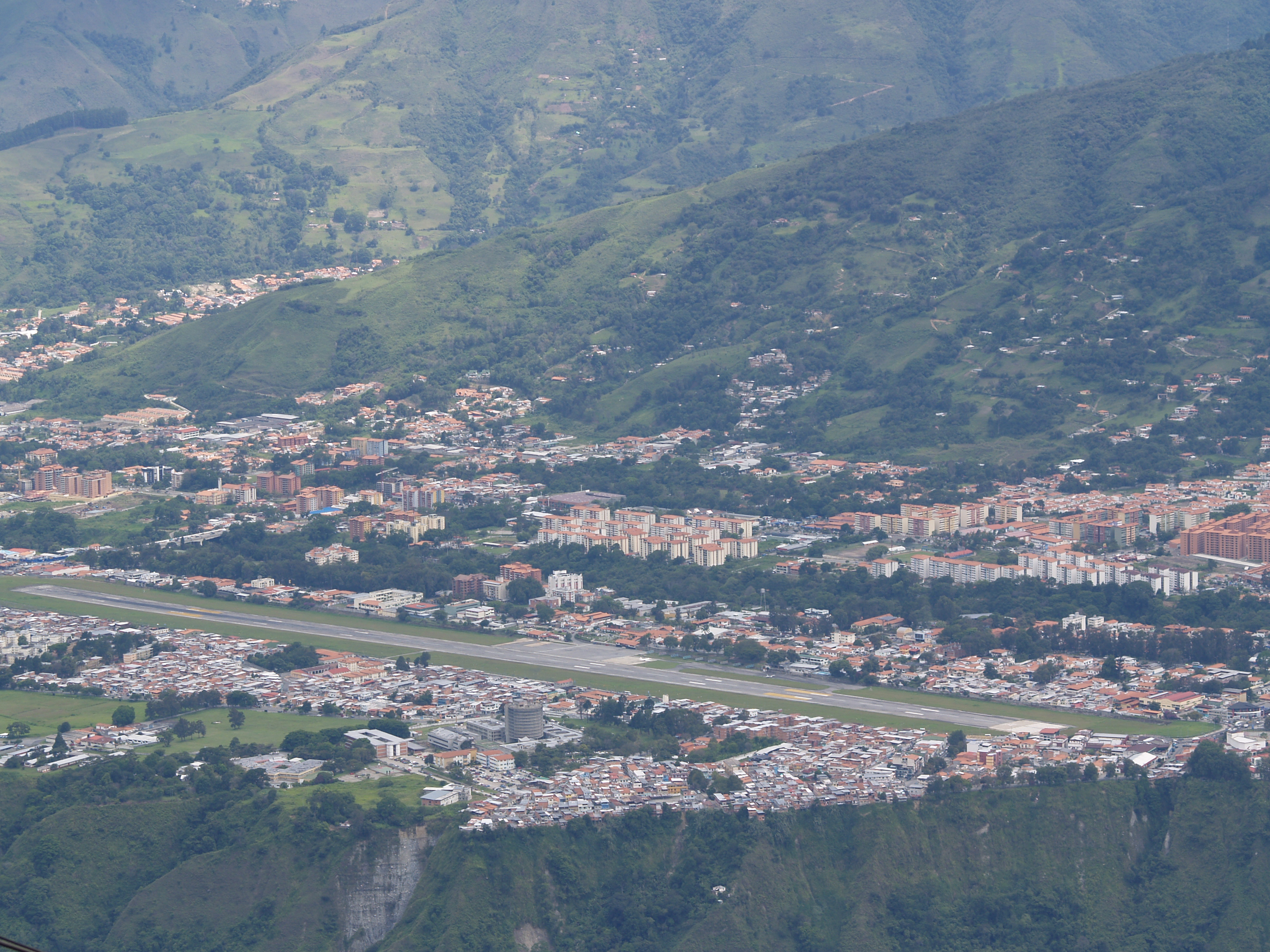
Aeropuerto Nacional Alberto Carnevalli

- Aeropuerto Internacional Juan Pablo Pérez Alfonso: aunque se encuentra en la ciudad de El Vigía sirve a la ciudad de Mérida como opción alterna para las operaciones comerciales, ambas ciudades se conectan a través de la Autopista Rafael Caldera a 60 km de recorrido atravesando los Municipios Sucre, Campo Elías y Libertador.

### Transporte terrestre
El área metropolitana cuenta con una importante flota de autobuses y microbuses que sirven de medio de transporte convencional a los habitantes de los 4 municipios vecinos, conectándolos de forma permanente siempre en sentido hacia el centro de la ciudad de Mérida por ser este el corazón económico, político, académico y turístico de la metrópolis, y en menor forma rutas suburbanas e incluso rurales que comunican a las localidades de Ejido y Tabay con los poblados ubicados en las periferias de los Municipio Campo Elías y Santos Marquina respectivamente.
- Terminal de Pasajeros "José Antonio Paredes": es la estación de transporte terrestre más grande del estado, se encuentra en la Avenida Las Américas de la ciudad de Mérida, y cuenta con salidas intermunicipales hacia todos las capitales municipales del Estado Mérida como Lagunillas, El Vigía, Tovar, Santa Cruz de Mora, Mucuchíes, La Azulita, Timotes y Santo Domingo, como también sálidas nacionales hacia San Cristóbal, Cabimas, Ciudad Ojeda, Maracaibo, Santa Bárbara del Zulia, Caja Seca, Trujillo, Boconó, Valera, Barinas, Barquisimeto, Coro, Punto Fijo, Puerto Cabello, Valencia, Maracay, Caracas, Los Teques, Puerto La Cruz, Cumaná, Ciudad Bolívar y Puerto Ordaz.

- Terminal de Rutas Cortas: este proyecto de gran envergadura fue ejecutado en los previos de la ciudad de Ejido, con la finalidad de descongestionar el tráfico interno de la capital, ya que su ubicación al sur de la conurbación, garantiza el ingreso de transporte de pasajeros de una forma cómoda y sencilla por ubicarse en la entrada de la misma, tras su inauguración ha servido como un terminal de rutas alimentadoras del Sistema de Transporte Masivo Trolebús de Mérida contando con una red de autobuses articulados marca yutong conocidos como BUSMÉRIDA con rutas hacia las zonas Sur del Lago de Maracaibo, Valle del Mocotíes, Pueblos del Sur, los Pueblos del Norte y pueblos del Páramo.[7][8]

- Terminal de Rutas Internas del Chama: este proyecto fue inaugurado el 14 de diciembre de 2012 en los previos de sector San Jacinto de la Cuenca del Chama y funciona terminal de las rutas internas de prestan servicio en los sectores La Carabobo, La Fría, San Jacinto, Chama, Chamita, El Galeron, La Don Perucho, 5 Águilas Blancas, Los Periodistas, Conscripto, Santa Catalina, entre otras, así como también sirve de estación de la línea 3 del Sistema de Transporte Masivo Trolebús de Mérida administrado por la empresa estatal TROMERCA.[9]

### Transporte masivo

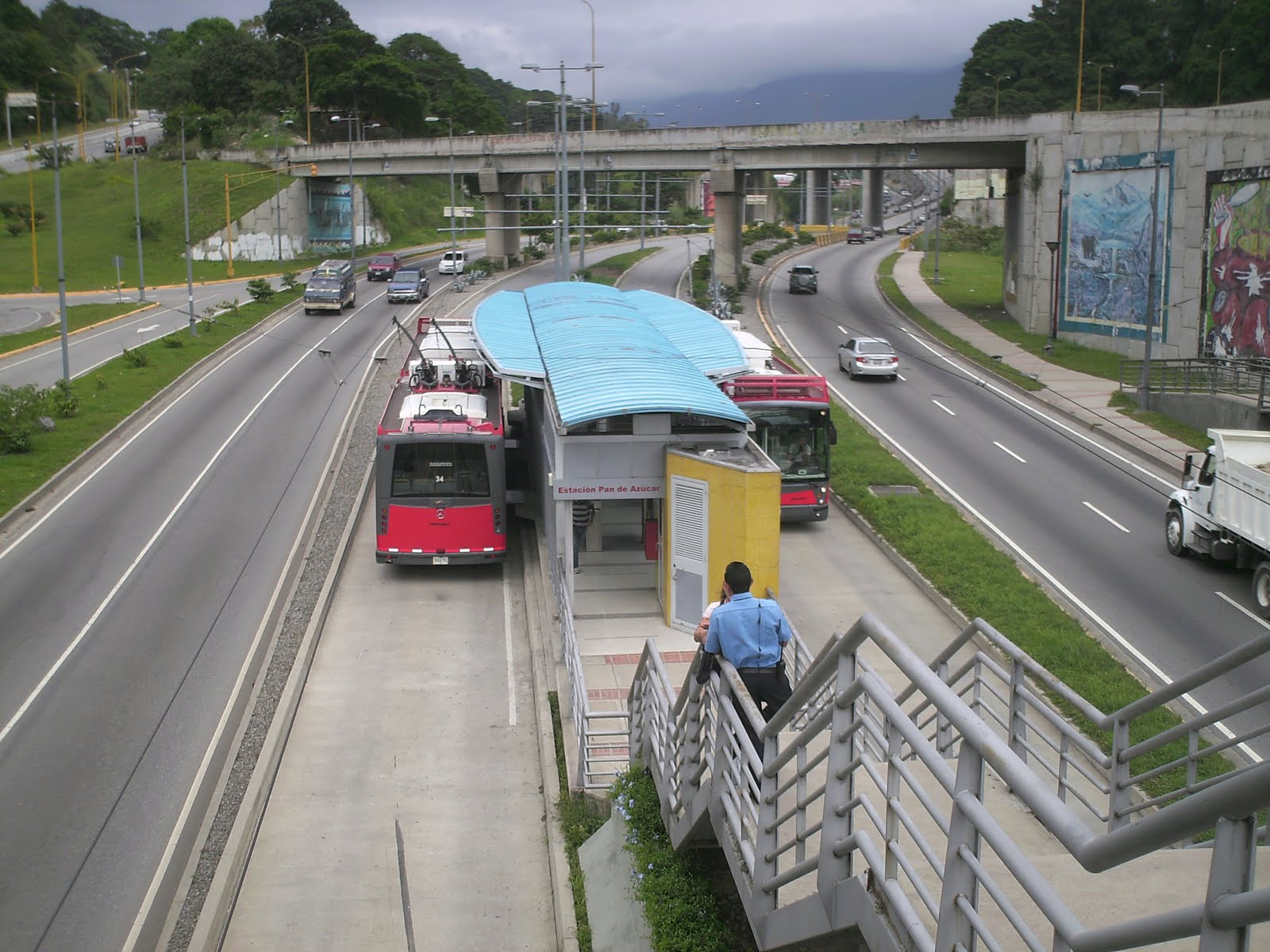
Estación Pan de Azúcar del Sistema de Transporte Masivo Trolebús de Mérida

El sistema de transporte masivo de Mérida está conformado por una línea de trolebús articulado, de unos 18 km de longitud, con estaciones y canales exclusivos; una línea de Teleférico urbano o Metrocable denominado Trolcable, 8 rutas de Metrobús llamadas BusMérida, 5 Rutas Turísticas y una línea de Teleférico turístico llamado Mukumbari, este último es el Segundo más largo y el que alcanza la mayor altitud del mundo.
Los sistemas Trolebús y Trolcable son administrados la Empresa estatal TROMERCA, una dependencia del Ministerio de Transporte nacional y fue formalmente inaugurado el 18 de junio de 2007, coincidiendo con la celebración en la ciudad de la copa América. El proyecto inicial comprendía la construcción de dos líneas de trolebús, comunicando las ciudades de Ejido y Mérida, siendo para su momento el primer sistema de transporte masivo para una ciudad o área metropolitana de menos de 500.000 habitantes en Latinoamérica, aunque el proyecto fue rediseñado en la actualidad.
- Trolebús: Luego de años de estudio, se propuso la construcción de un sistema de transporte masivo no contaminante para la ciudad, escogiéndose al Trolebús como medio más adecuado. La construcción del Trolebús de Mérida comenzó a finales de los años 90 siendo inaugurado en periodo de prueba para el año 2005, así como las fases 1 hasta Pie del Llano y 2 hasta el Mercado Periférico para los años 2007 y 2012 respectivamente, en la actualidad se construye el tercer tramo que enlazara al centro de la ciudad de Mérida del municipio Libertador con el terminal de Rutas Cortas ubicado en la ciudad de Ejido del municipio Campo Elías.

- Trolcable: consiste en un medio de movilización a través de cabinas colgantes en forma de teleférico que permitirá enlazar las poblaciones que conforman el denominado eje o valle del chama en donde se ubica la Estación San Jacinto con el centro de la ciudad de Mérida en la Estación Los Conquistadores en la urbanización Paseo La Feria, en recorrido de 5 minutos con un desnivel de aproximadamente 400m. Forma parte del proyecto trolmérida y fue inaugurado el 14 de diciembre del 2012.

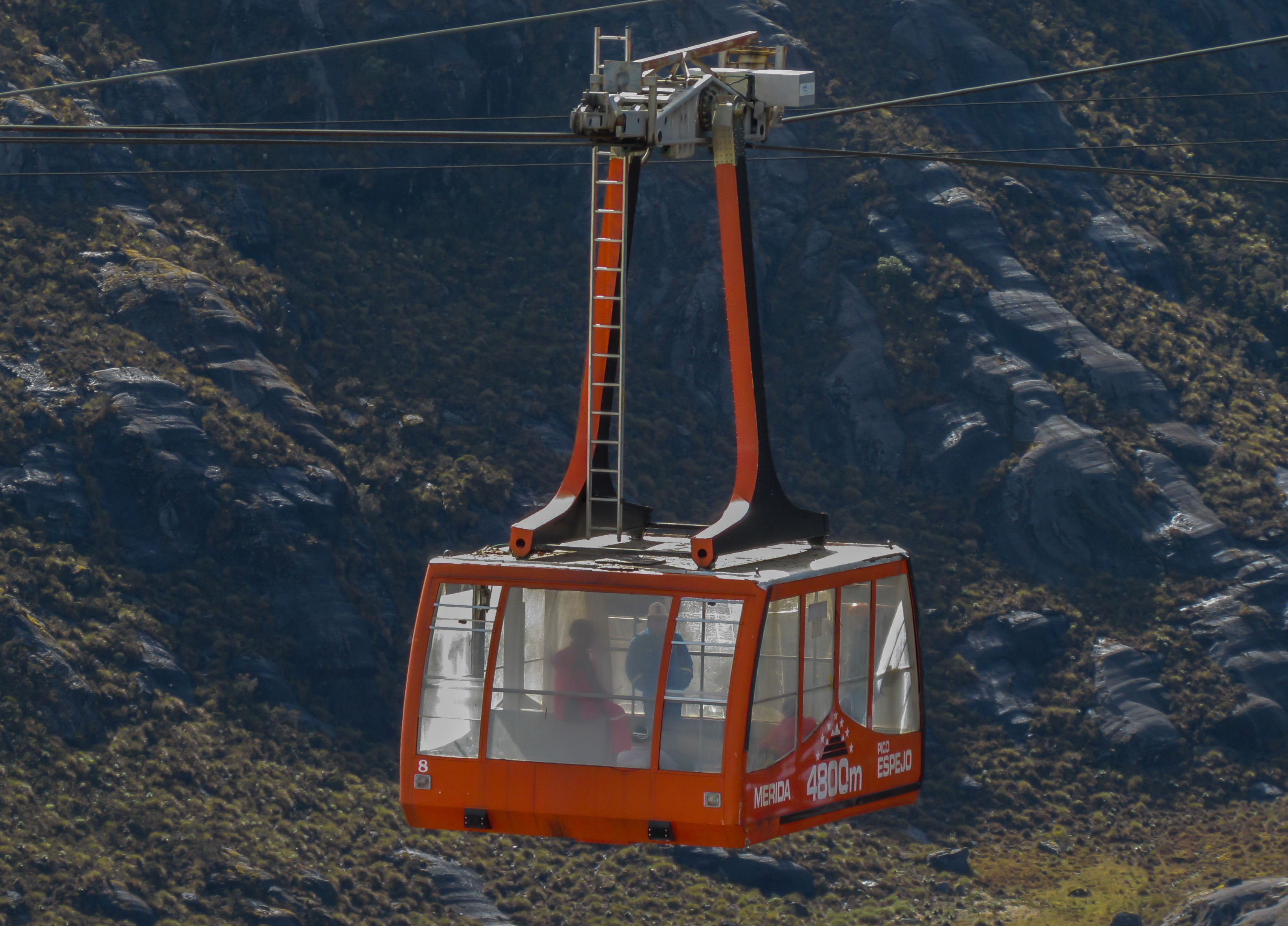
Cabina del teleférico de Mérida arribando a la última estación.

El Sistema Teleférico de Mérida fue inaugurado en marzo de 1960, cerro operaciones en agosto de 2008 y en la actualidad se encuentra en fase de prueba tras su remodelación, con expectativas de reinauguración para diciembre de 2015, fue completamente modernizado y denominado bajo el nombre "MUKUMBARI"; está constituido por 4 tramos continuos de cabinas de teleférico que conectan 5 estaciones a diferentes desniveles:
- Estación Barinitas (1.577 m).
- Estación La Montaña (2.436 m).
- Estación La Aguada (3.452 m).
- Estación Loma Redonda (4.045 m).
- Estación Pico Espejo (4.765 m).

El Sistema de Transporte Masivo "BUSMÉRIDA" consiste en 8 rutas de Metrobús que forman parte de la Misión Transporte del Ministerio del poder popular para el Transporte, sirven como sistema de alimentación a las líneas Trolebús de Mérida (con salida desde el Terminal de Rutas Cortas de Ejido) y Trolcable de Mérida (con salidas desde el Terminal de Rutas Internas del Chama en San Jacinto):
- Ruta 01: Ejido - Las González.
- Ruta 02: Ejido - La Mesa de Los Indios.
- Ruta 03: Ejido - Jají.
- Ruta 04: Ejido - El Vigía.
- Ruta 05: Ejido - Santa Cruz de Mora.
- Ruta 06: Ejido - Tovar.
- Ruta 07: Ejido - Mucujepe - Guayabones - Santa Elena de Arenales - El Pinar - Tucani - Nueva Bolivia - Arapuey.
- Ruta 08: Mérida (estación Domingo Peña) - Tabay - Mucurubá - Mucuchíes - San Rafael de Mucuchíes - Apartaderos - Laguna de Mucubají.
- Ruta 09: Mérida (estación Domingo Peña) - El Valle - La Culata (parroquia Gonzalo Picón).
- Ruta 10: San Jacinto - Don Perucho (parroquia Arias).
- Ruta 11: San Jacinto - La Joya (parroquia Arias).
- Ruta 12: San Jacinto - Chamita (parroquia Jacinto Plaza).

El Sistema de Transporte Turístico "MUKUMBARI" es administrado por las empresas TROMERCA y MUKUMBARI bajo una alianza estratégica de los Ministerios para el Transporte y Turismo respectivamente, conformado por 5 rutas de Metrobús con propósitos turísticos y recreativos con salidas desde las Plazas Las Heroínas y Domingo Peña, en donde se ubican las Estaciones Barinitas del Sistema Teleférico de Mérida y Los Conquistadores del Sistema Trolcable de Mérida respectivamente:
- Ruta 01: Plaza Domingo Peña (Estación Los Conquistadores) - Viaducto Campo Elías - Corredor vial Los Próceres.
- Ruta 02: Plaza Domingo Peña (Estación Los Conquistadores) - Viaducto Campo Elías - Corredor vial Los Américas.
- Ruta 03: Plaza Domingo Peña (Estación Los Conquistadores) - Centro - Corredor vial Urdaneta-Andrés Bello.
- Ruta 04: Plaza Las Heroínas (Estación Barinitas) - El Valle - La Culata.
- Ruta 05: Plaza Las Heroínas (Estación Barinitas) - Los Llanitos de Tabay - Tabay.